# Charles Saunders (ammiraglio)
Charles Saunders (Doncaster, 3 luglio 1715 – Londra, 7 dicembre 1775) è stato un ammiraglio britannico.
Prestò servizio durante la guerra dei sette anni e fu quindi primo lord dell'ammiragliato. Venne nominato a membro del Consiglio Privato del re Giorgio III nel 1766.

## Biografia

### I primi anni
Saunders entrò nella Royal Navy nel 1727. Successivamente ottenne il comando della HMS Gloucester e poi della HMS Yarmouth. Fu Membro del Parlamento per Plymouth dal 1750 al 1754 e rappresentò quindi il villaggio di Hedon, nello Yorkshire, dal 1754 sino alla propria morte. Nel dicembre del 1755 divenne ispettore della marina e nel gennaio del 1756 venne inviato a Gibilterra come secondo in comando della Mediterranean Fleet. Nel gennaio del 1757 egli divenne comandante in capo della stessa flotta del Mediterraneo e mantenne tale incarico sino al maggio del 1757.

### La guerra dei sette anni
Nel 1759, con il grado di viceammiraglio, comandò la flotta inglese durante la presa di Québec, supportando la fanteria del generale James Wolfe dopo la battaglia di Québec.
Nell'aprile del 1760 riprese il suo ruolo come comandante in capo della flotta del Mediterraneo e bloccò il porto di Cadice per prevenire ad una flotta francese e ad una spagnola di salpare.
Fu nominato primo lord dell'ammiragliato nel 1766, mantenne la carica solo per sei mesi. Morì nel 1775.